# قائمة مواقع التراث العالمي في المغرب العربي

تضم مواقع التراث العالمي للمغرب العربي قائمتين، القائمة الرئيسية والقائمة الإرشادية المؤقتة لمواقع التراث العالمي،  (بالإنجليزية Tentative List)، وهي جرد لخصائص موقع ما لكل دولة على حدى التي تعتزم كل دولة طرف أن تنظر في ترشيحها. وهي خطوة ضرورية لولوج اللائحة الرسمية لمواقع التراث العالمي حسب اليونسكو، يتم المصادقة عليها من طرف لجنة التراث العالمي.
وتضم قائمة مواقع التراث العالمي في المغرب العربي الصنفين الطبيعي والثقافي، وكذلك تسجل لها نقاط التراث الثقافي غير المادي لليونسكو.
في هذه القائمة سنحاول الإحاطة بجميع قوائم منظمة اليونسكو المتعلقة ببلدان المغربي العربي، سواء منها القائمة الرسمية، أو القائمة المؤقتة الإرشادية أو قائمة التراث اللامادي في بلدان المغرب العربي.

## القائمة
وهذه لائحة مواقع التراث العالمي في المغرب العربي، بالقائمة الرئيسية (الأصلية) والقائمة الارشادية المؤقتة لمواقع التراث العالمي مرتبة حسب تاريخ إدراجها في قائمة مواقع التراث العالمي لليونسكو، مع قائمة خاصة بروائع التراث الشفهي اللامادي للإنسانية.

### [2]إحصاءات موجزة
| الدولة    | ثقافي | مختلط | طبيعي | الإجمالي |
| --------- | ----- | ----- | ----- | -------- |
| المغرب    | 9     | _     |       | 9        |
| تونس      | 8     | _     | 1     | 8        |
| الجزائر   | 6     | 1     | _     | 7        |
| ليبيا     | 5     | _     | _     | 5        |
| موريتانيا | 1     | _     | 1     | 2        |

| المجموع العام لمواقع التراث العالمي في القائمة الأصلية لليونسكو | 22 موقع |

### القائمة الرئيسية لمواقع التراث العالمي في دول المغرب العربي
هذه لائحة مواقع التراث العالمي مرتبة أبجدياً حسب اسم الدولة المغاربية؛ أما المواقع على قائمة اليونسكو فهي مرتبة في الدول حسب تاريخ إدراجها في قائمة مواقع التراث العالمي.
ومواقع التراث العالمي للقائمة الرئيسية هي كالتالي:
| الاسم                                              | الصورة | الموقع والإحداثيات                                             | معيار الاختيار     | الرقم | سنة التسجيل | الوصف |
| -------------------------------------------------- | ------ | -------------------------------------------------------------- | ------------------ | ----- | ----------- | --- |
| تونس                                               |        |                                                                |                    |       |             | |
| مدينة تونس العتيقة                                 |        | ولاية تونس 36°48′0″N 10°10′12″E / 36.80000°N 10.17000°E        | ثقافي              | 36    | 1979        | اعتبرت تونس في فترة حكم المهديين والحفصيين منذ القرن الثاني عشر ولغاية السادس عشر إحدى أهم مدن العالم الإسلامي. وتتضمن 700 موقعاً من قصور ومساجد وأضرحة ومدارس وموارد مياه. |
| موقع قرطاج الأثري                                  |        | ولاية تونس 36°51′11″N 10°19′23″E / 36.85306°N 10.32306°E       | ثقافي              | 37    | 1979        | تأسست في القرن التاسع قبل الميلاد عند خليج تونس ثم تحولت منذ القرن السادس إلى إمبراطورية تجارية، فقد شكلت مركزاً تجارياً. دُمرت نهائياً عام 146 ق. م، فقامت على أنقاضها قرطاج ثانية رومانية. |
| مدرج الجم الروماني                                 |        | ولاية المهدية 35°18′N 10°43′E / 35.300°N 10.717°E              | ثقافي              | 38    | 1979        | هو مدرّج يتسع لحوالي 35000 مشاهد، يعود إنشاؤه إلى القرن الثالث الميلادي في فترة الإمبراطورية الرومانية. |
| محمية إشكل الوطنية                                 |        | ولاية بنزرت 37°10′N 9°40′E / 37.167°N 9.667°E                  | طبيعي              | 8     | 1980        | تشكّل بحيرة إشكل ومناطقها مكاناً حاضناً للعديد من الطيور المهاجرة، من بطّ وأوز ولقالق ونحام زهري وغيرها. كما أنها تحتوي على سلسلة من البحيرات التي امتدت قديماً عبر أفريقيا الشمالية. |
| مدينة كركوان البونيقية ومقبرتها                    |        | ولاية نابل 36°56′47″N 11°05′57″E / 36.94639°N 11.09917°E       | ثقافي              | 332   | 1985        | مدينة أثرية هجرت خلال الحرب البونيقية الأولى في سنة 250 قبل الميلاد تقريباً ولم يعد الرومان بناءها، وهي تتضمن الآثار الوحيدة لمدينة فينيقية بونيقية متبقية. |
| مدينة سوسة العتيقة                                 |        | ولاية سوسة 35°50′N 10°38′E / 35.833°N 10.633°E                 | ثقافي              | 498   | 1988        | كانت تعد مرفأ تجارياً وعسكرياً هاماً في عهد الأغالبة. وكانت نشكل نظام دفاعي ساحلي بقصبتها وأسوارها ومدينتها القديمة والمسجد الكبير ورباطها النموذجي الذي يجمع بين عمله كقلعة وموقع ديني. |
| القيروان                                           |        | ولاية القيروان 35°40′N 10°06′E / 35.667°N 10.100°E             | ثقافي              | 499   | 1988        | نشأت عام 670 م في فترة حكم الأغالبة، ويتضمن تراثها المعماري المسجد الكبير بأعمدته المصنوعة من الرخام التقليدي والرخام السماقي ومسجد الأبواب الثلاثة الذي يعود إنشاؤه إلى القرن التاسع الميلادي. |
| دقة                                                |        | ولاية باجة 36°25′20″N 9°13′6″E / 36.42222°N 9.21833°E          | ثقافي              | 794   | 1997        | كانت تشكل مدينة دقّة عاصمة لدولة ليبية بونيقية وذلك قبل قيام الإمبراطورية الرومانية بضم نوميدية. كانت مزدهرة في فترة حكم الرومان والبيزنطيين. |
| الجزائر                                            |        |                                                                |                    |       |             | |
| قلعة بني حماد                                      |        | 34°03′40″N 04°58′40″W / 34.06111°N 4.97778°W                   | ثقافي              | 102   | 1980        | يعود تاريخ إنجاز وبناء قلعة بني حماد إلى سنة 1007 إلى 1008 م على يد حماد بن بلكين، وتعد أحد معالم الحضارة الإسلامية بالجزائر وامتدادا لدولة حماد بن بلكين. |
| طاسيلي ناجر                                        |        | ولاية إليزي وولاية تمنراست 26°20′N 5°00′E / 26.333°N 5.000°E   | مختلط: ثقافي+طبيعي | 179   | 1982        | تتكون كهوف طاسيلي من صخور بركانية ورملية تعرف بـ "الغابات الحجرية". وتوجد الكهوف فوق هضبة مرتفعة يجاورها جرف عميق، وتحتوي جدران الكهوف على مجموعة من النقوش التي تعود لحضارة قديمة. |
| وادي ميزاب                                         |        | ولاية غرداية 32°29′14″N 3°40′53″E / 32.48722°N 3.68139°E       | ثقافي              | 188   | 1982        | تأسس في القرن العاشر الميلادي على يد الأباظيين حول مبانيهم التي تم تصميمها بشكل هندسي معماري بسيط وعملي لتكون متكيّفة مع البيئة من حولها. |
| جيميلة                                             |        | ولاية سطيف 36°18′N 5°44′E / 36.300°N 5.733°E                   | ثقافي              | 191   | 1982        | جميلة أو سويكول تقع على ارتفاع 900 م فوق سطح البحر، وتحتوي على ساحات وهياكل وكنائس وأقواس ومنازل على الطراز الروماني. |
| تيبازة                                             |        | ولاية تيبازة 36°35′N 2°26′E / 36.583°N 2.433°E                 | ثقافي              | 193   | 1982        | مركز تجاري قديم، احتلّها الرومان ليجعلوها قاعدة استراتيجية بغرض فتح الممالك الموريتانية. كما أنها تشمل عدداً من الآثار الفينيقية والرومانية والبيزنطية والمسيحية القديمة. |
| تيمقاد                                             |        | ولاية باتنة 35°29′03″N 6°28′07″E / 35.484237°N 6.468666°E      | ثقافي              | 194   | 1982        | نشأت عام 100 م على يد الأمبراطور تراجان كمستوطنة عسكرية. لها فناء مربع وتصميمها قائم على الأعمدة التي يشرف عليها الكاردو والديكومانوس وهما الطريقان الرئيسيان اللذان يعبران المدينة. |
| قصبة الجزائر                                       |        | ولاية الجزائر 36°47′0″N 3°3′37″E / 36.78333°N 3.06028°E        | ثقافي              | 565   | 1982        | تشرف القصبة على الجزر الصغيرة حيث تمّ إنشاء مركز تجاري منذ القرن الرابع ق. م. وهي تضم بقايا قلعة ومساجد قديمة وقصور عثمانية، بالإضافة إلى بنية حضرية تقليدية. |
| ليبيا                                              |        |                                                                |                    |       |             | |
| موقع لبدة الأثري (لبتس ماغنا) (لبدة الكبرى)        |        | الخمس 32°38′21″N 14°17′26″E / 32.63917°N 14.29056°E            | ثقافي              | 183   | 1982        | في عهد الإمبراطورية الرومانية عمل سيبتيموس سيفيروس على جعل لبدة مدينة حضارية بعد أن طورها، حيث تتميز بنصبها العامة الكبيرة ومرفئها الاصطناعي وسوقها ومخازنها ومحترفاتها وأحيائها السكنية. |
| موقع صبراتة الأثري                                 |        | شعبية الزاوية 32°47′32″N 12°29′3″E / 32.79222°N 12.48417°E     | ثقافي              | 184   | 1982        | كانت تعتبر صبراتة مركز تجاري فينيقي لمرور منتجات أفريقيا الداخلية، كما أنها شكلت جزءًا من المملكة النوميدية الزائلة في ماسّينيسّا قبل أن تتحول إلى رومانية وأعيد بناؤها في القرنين الثاني والثالث. |
| موقع شحات (قورينة) الأثري                          |        | شعبية الجبل الأخضر 32°49′N 21°51′E / 32.817°N 21.850°E         | ثقافي              | 190   | 1982        | كانت مستعمرة للإغريق في جزيرة ثيرا وإحدى مدن العالم الهلّيني الأساسية. تحولت إلى مدينة رومانية وظلت عاصمة كبيرة حتى زلزال عام 365 م. بها آثار تعود إلى أكثر من ألف عام. |
| مواقع تادرارت أكاكوس الصخرية                       |        | فزان 24°50′N 10°20′E / 24.833°N 10.333°E                       | ثقافي              | 287   | 1985        | عبارة عن مرتفع صخري به آلاف الرسوم الصخرية المختلفة تمثل أشكال حيوانية ونباتية وأساليب الحياة في فترات مختلفة، يعود أقدمها إلى 21 ألف عام ق. م. تقريبًا، ويقدر أحدثها بأنه يعود إلى القرن الأول ميلادي. |
| مدينة غدامس القديمة                                |        | شعبية نالوت 30°8′N 9°30′E / 30.133°N 9.500°E                   | ثقافي              | 362   | 1986        | تتميز عمارتها للمنازل، حيث أنها تحتوي على مختلف الطبقات فهناك الطبقة الأرضية لتخزين المؤونة والطبقة العائلية التي تشرف على ممرات مسقوفة مموهة وشرفات مكشوفة مخصصة للنساء. |
| المغرب                                             |        |                                                                |                    |       |             | |
| المدينة العتيقة لفاس                               |        | 34°03′40″N 04°58′40″W / 34.06111°N 4.97778°W. (فاس مكناس)      | ثقافي              | 170   | 1981        | تأسّست في القرن التاسع وبها أقدم جامعة في العالم. كان عصرها الذهبي في القرنَيْن الثالث عشر والرابع عشر تحت حكم المرينيين، أصبحت عاصمة بدلاً من مراكش. وتحتوي على على عدد من المباني والينابيع. |
| مدينة مراكش                                        |        | مراكش آسفي 31°38′N 8°0′W / 31.633°N 8.000°W                    | ثقافي              | 331   | 1985.       | أنشأها المرابطون بين 1070 - 1072م وبقيت لفترةٍ طويلةٍ كمركز هام، بها عدد من المباني والحدائق تعود إلى تلك الحقبة منها مسجد الكتُبية والقصبة والأسوار والبوّابات الأثريّة. بالإضافة إلى مبان أنشئت لاحقاً. |
| قصر آيت بن حدو                                     |        | إقليم ورززات 31°03′N 7°08′W / 31.050°N 7.133°W                 | ثقافي              | 444   | 1987        | يقع بإقليم ورززات هو عبارة عن تجمع بنايات تقليدية، شيدت من الطين ومحاطة بسور دفاعي مقوى بالأبراج، ويتميز بالبساطة والمتانة. ويعتبر هذا القصر، بهندسته المتميزة، نموذجا للسكن التقليدي بالجنوب المغربي. ويشكّل قصر آيت بن حدو نموذجاً للهندسة المعماريّة في جنوب المغرب.                                                                                   |
| مدينة مكناس التاريخيّة                              |        | فاس مكناس 33°53′42″N 5°33′17″W / 33.89500°N 5.55472°W          | ثقافي              | 793   | 1996        | أسَّسها المرابطون في القرن الحادي عشر لتكون مقرا عسكريًا. لكنّها أصبحت عاصمة تحت حكم المولى إسماعيل فجعلها على أسلوب أندلسي مغربي، فأحاطها بأسوار عالية تخترقها بواباتٌ أثريّة. |
| موقع وليلي الاثري                                  |        | فاس مكناس 34°04′16″N 5°33′13″W / 34.07111°N 5.55361°W          | ثقافي              | 836   | 1997        | تأسَّست في القرن الثالث ق.م. وكانت لها أهمية كبيرة في فترة الإمبراطورية الرومانية، ثم أصبحت فيما بعد ولفترة قصيرة عاصمة إدريس الاول مؤسس حكم الأدارسة. |
| المدينة العتيقة لتطوان                             |        | طنجة تطوان الحسيمة 35°34′N 5°22′W / 35.567°N 5.367°W           | ثقافي              | 837   | 1997        | عرفت مدينة تطوان أهمية كبرى في التاريخ المغربي والحضارة الإسلامية ككل، حيث كانت تمثل ابتداء من القرن الثامن عشر منعطفا رئيسيا بين المغرب والأندلس. أعيد بناؤها من طرف المغاربة الذين طردوا من الأندلس. وهذا ما جعل الجمالية المغربية تتمازج بين التأثيرات الأندلسية والتأثيرات الجمالية الأخرى.                                                        |
| مدينة مراكش                                        |        | مراكش آسفي                                                     |                    | ثقافي |             | عرفت ساحة جامع الفنا بفن الحكواتي والاستعراض |
| مدينة الصويرة (قديمًا موغادور)                      |        | مراكش آسفي 31°30′47″N 9°46′11″W / 31.51306°N 9.76972°W         | ثقافي              | 753   | 2001        | مدينة محصنة تعود إلى نهاية القرن الثامن عشر. بُنيت وفقًا لمبادئ الهندسة المعمارية العسكرية الأوروبية التي كانت سائدةً في ذلك الوقت. أهميتها كانت كونها مرفأ تجاري يربط المغرب وداخل البلاد الصحراوية بأوروبا وباقي العالم. |
| المدينة القديمة للجديدة (مازاغان)                  |        | الدار البيضاء سطات 33°14′N 8°30′W / 33.233°N 8.500°W           | ثقافي              | 1058  | 2004        | عبارة عن تحصينات تم إنشاؤها كمستعمرة على الساحل الأطلسي في بداية القرن السادس عشر. ومن المباني البرتغالية التي لا تزال حتى الآن هي الحوض وكنيسة الصعود المبنية بحسب الأسلوب المنويلي. |
| الرباط، العاصمة الحديثة ومدينة تاريخية: تراث مشترك |        | الرباط سلا القنيطرة 34°02′N 6°50′W / 34.033°N 6.833°W          | ثقافي              | 1401  | 2012        | رشحت للقائمة تحت عنوان:"الرباط، العاصمة الحديثة ومدينة تاريخية: تراث مشترك". ومن معالمها بابَيْ "الرواح" و"الأوداية" اللذان يقعان في الجانب الغربي من السور، ويتميزان بهندستهما المعمارية وزخارفهما المشبّكة وأفاريزهما المنقوشة بعبارات بالخط الكوفي، يعتبران من الإنجازات المتميزة للفن الموحدي في أوج ازدهاره.                                         |
| موريتانيا                                          |        |                                                                |                    |       |             | |
| المنتزه الوطني بانك دارغوين                        |        | نواذيبو20°14′05″N 16°06′32″E / 20.23472°N 16.10889°E           | طبيعي              | 506   | 1989        | يتألَّف المنتزه من تلالٍ رمليّةٍ ومناطقَ ساحليّةٍ مستنقعيّة وجزر صغيرة ومياه غير عميقة. ويحتضن الطيور المهاجرة في الشتاء. توجد به عدّة أنواع من السلاحف، والدلافين التي يستعملها الصيادون لتوجيه مسار الأسماك. في هذا الحوض تجد ملايين اسراب الطيور من البجع الأبيض والخطاف الملكي والبقويق الأشقر والنحام الوردي محطة ممتازة للاستحمام على طريق هجرتها السنوية. |
| قصور وادان وشنقيط وتيشيت وولاتة القديمة            |        | وادان وشنقيط وتيشيت وولاتة 20°55′N 11°37′E / 20.917°N 11.617°E | ثقافي              | 750   | 1996        | يعود تأسيسها إلى القرنين الحادي عشر والثاني عشر، وهي تتميز بوجود العديد من المواقع فكل منزل فيها يحتوي على صحن دار وهي متقاربة تتميز بأزقتها الضيقة، تحيط بمسجد له مئذنة مربّعة. |

### القائمة الإرشادية المؤقتة لمواقع التراث العالمي في المغرب العربي
القائمة الارشادية المؤقتة لمواقع التراث العالمي، أو الإرشادية فقط

أو المؤقتة فقط، أوالقائمة التمهيدية أو قائمة الانتظار (بالإنجليزية Tentative List)، وهي جرد لخصائص موقع ما لكل دولة على حدى التي تعتزم كل دولة طرف أن تنظر في ترشيحها. وهي خطوة ضرورية لولوج اللائحة الرسمية لمواقع التراث العالمي حسب اليونسكو، يتم المصادقة عليها من طرف لجنة التراث العالمي.
وهذه لائحة مواقع التراث العالمي في القائمة المؤقتة لليونسكو الخاصة بالمغرب العربي مرتبة أبجديا حسب الدولة وحسب تاريخ إدراج الموقع التراثي للدولة المغاربية كالتالي:
| الاسم                                           | الصورة | الموقع والإحداثيات                                                                          | معيار الاختيار     | رقم الإسناد | سنة التسجيل | الوصف |
| ----------------------------------------------- | ------ | ------------------------------------------------------------------------------------------- | ------------------ | ----------- | ----------- | --- |
| تونس                                            |        |                                                                                             |                    |             |             | |
| شبكة قنواة مياه زغوان                           |        | ولاية زغوان 36°24′N 10°09′E / 36.400°N 10.150°E                                             | ثقافي              | 5685        | 2012        | بني في أوائل القرن الثاني الميلادي من خلال إنجاز العديد من الحنايا (الحنايا: هي سواقي طويلة شيدت في العهد الروماني لنقل المياه) من منبع مياه جبل زغوان، واتخذت كمعبد للمياه في عهد الإمبراطوربة الرومانية في تونس، وقد أمر الامبراطور الروماني أدريانوس خلال فترة حكمه بتشييد الحنايا، وجلب المياه من زغوان إلى مدينة قرطاج التي كانت مركز الحكم آنذاك، بعد أن اجتاحت البلاد 5 سنوات من الجفاف. وهذا هو أكبر مركب هيدروليكي روماني بزغوان-قرطاج من نوعه على الإطلاق. فهو يجمع بين ثلاثة عناصر هي: مستجمعات المياه من أربعة مصادر رئيسية. له قيمة أثرية كبيرة، فهي قناة مائية من 132 كم، تمر فوق سطح الأرض وتحتها، في العديد من الأماكن والأروقة. الشبكة قد تغيرت عن مشهدها الأصلي إلى يوم وكان لها طول استثنائي منذ ذلك الحين، حتى يومنا هذا، فإن الكثير من خطوط أنابيبها لا يزال يعمل. في بلدان المغرب العربي، ليس هناك شبكة هيدروليكية مماثلة بهذا الحجم والتعقيد الفني والمعماري. |
| جزيرة جربة                                      |        | ولاية مدنين، جربة 33°47′N 10°53′E / 33.783°N 10.883°E                                       | ثقافي              | 5686        | 2012        | تعتبر أكبر جزيرة في منطقة شمال إفريقيا، تقع بخليج ڨابس منفتحة في ذات الوقت على المتوسّط والصّحراء. يوجد مضيق يفصل الجزيرة عن القارّة، يبلغ اتساعه كيلومترين أمّا الثّاني فهو برّي اِنطلاقا من الڨنطرة بواسطة طريق يشقّ البحر تعود جذوره إلى العهد الرّوماني. بالإضافة إلى موانئ عديدة كانت منذ القديم وإلى اليوم نقاطا رئيسيّة لإرساء البواخر، وتمرّ بقرب هذه الموانئ أودية تحت مائيّة تسمح بوصول السّفن ولذلك أنشئت حول هذه الموانئ تحصينات دفاعيّة لمنع الأعداء من اختراقها. للجزيرة تراث ثقافي ثري من أبرز معالمه الجوامع، وبروج مراقبة تسمى أربطة على امتداد شواطئها، كل برج رباط وفي ذات الوقت مسجد. وفي العمق صف ثاني للدفاع يتكون من مساجد هي أيضا قلاع محصنة، وتتصل بالرباطات باستخدام الدخان نهارا والنار ليلا. تعاني الجزيرة من شح المياه وقد وظف كسلاح فحسم هذا العامل حروبا عديدة قاومت بها الجزيرة الغزاة، ويحفظ الماء بتجميعه عبر تجميعه في مساحات مبلطة وإيصاله عبر قنوات في فساقي تخزن فيها المياه لتظل عذبة، تتواجد بعضها تحت المساجد لاستعمالها في فترة شح المياه.                                                                                            |
| الموقع الأثري شمتو                              |        | ولاية جندوبة، شمتو 36°29′30.84″N 8°34′34.28″E / 36.4919000°N 8.5761889°E                    | ثقافي              | 5687        | 2012        | شِمْتُوأو يعرف موقع شمتو "سيميتو" (باللاتينية: Simitthus أو Colonia Iulia Augusta Numidica Simitthensium) هو موقع أثري تونسي يقع قرب مدينة جندوبة يرجع إلى العهد النوميدي. يعرف موقع شمتو منذ القدم بمحاجر الرخام الأصفر والوردي الذي اشتهر باسم "جيالو نيميدسيوم" والذي كان يستعمل في زخرفة المباني االكبرى والمباني الفخمة من معابد وقصور الأبهة وغيرها. يرجع تاريخ الموقع إلى القرن الخامس قبل الميلاد، ومن أبرز معالمه ضريح أقامه الملك الأمازيغي النوميدي مكيبسا لوالده ماسينيسا. يوجد في الموقع أيضا عدة مخلفات للعهد الروماني كبازيليك وقوس نصر ومدرج ودكاكين صغيرة. اقترن اسم الموقع بدرجة كبيرة برخام أصفر ووردي يستخرج من مقاطع توجد به. تمت حملة واسعة للحفريات وتهيئة للموقع في إطار التعاون التونسي الألماني. يضم كذلك الموقع متحفًا. |
| حدود الإمبراطورية الرومانية: اللمس في جنوب تونس |        | آثار حدود لليمس في مناطق متفرقة جنوب تونس: تطاوين، قبلي، قابس                               | ثقافي              | 5688        | 2012        | الليمس هو مجموعة الأنظمة العسكرية والدفاعية والاقتصادية التي شكلت حزاما واقيا للامبراطورية الرومانية في وجه الثورات وتثبيتا لهيمنة روما الاستعمارية. تتخلله خنادق تتخللها شبكة من الطرق والحصون العسكرية ومراكز الحراسة والجسور ومخازن التموين وقلاع وخنادق ومراكز المراقبة للسيطرة على إفريقيا الشمالية والتحكم في مواردها الاقتصادية. قي منطقة المغرب العربي حاليا، يمتد عرضا من طرابلس مرورا بالبحيرات التونسية. وبعد ذلك يقطع تاخمارت ويعبر مرورا بتازة منعرجا بمدينتي وليلي وطنجة حتى يصل إلى جنوب الرباط. وقد كان هدفه استغلال ثروات أفريقيا الشمالية مثل الذهب. أما سائر مشروع لليمس الإمبراطوري، فبمتد على أكثر من 5,000 كم من ساحل المحيط الأطلسي في شمال بريطانيا، مرورا عبر أوروبا إلى البحر الأسود، ومن هناك إلى البحر الأحمر وشمال أفريقيا عودة إلى ساحل المحيط الأطلسي مرورا بوليلي. ولقد أنشئ الليمس علي مرحلتين: الأولى خلال القرن الأول قبل الميلاد، يمتد من خليج سرت الليبي شرقا إلى مدينة مليلية المغربية غربا. والمرحلة الثانية خلال القرن الثاني الميلادي، امتد انجازه إلى وليلي غربا.                                                       |
| مدينة صفاقس العتيقة                             |        | ولاية صفاقس، صفاقس 34°44′N 10°46′E / 34.733°N 10.767°E                                      | ثقافي              | 5689        | 2012        | تأسست سنة 849 م على أنقاض قريتين رومانيتين قديمتين. بحلول القرن العاشر أصبحت صفاقس دولة مدينة. دخلت في ملك "روجر صقلية" عندما احتلها لمدة ثمانية سنوات من عام 1148 م إلى أن حررتها القوى المحلية عام 1156 م. احتلها الأسبان لفترة قصيرة في القرن السادس عشر. ثم حاولت البندقية احتلالها عام 1785م إلا أن تلك المحاولة باءت بالفشل. في 1804 دخلت مع دول الساحل البربري في حرب مع الولايات المتحدة. احتلتها فرنسا في النصف الأول من القرن ال20. في الحرب العالمية الثانية اتخذت دول المحور من صفاقس قاعدة رئيسية حتى هزمتهم قوات بريطانيا. بعد الحرب العالمية الثانية عادت تونس للاستعمار الفرنسي حتى استقلالها عام 1956. لهما مآثر تاريخية ثمينة بالمدينة القديمة ستختزل تاريخ 1200 سنة، أهمها برج القصر ومتحف العمارة التقليدية بصفاقس وجامع عبد المولى ورباط سيدي خنفر والمقاهي القدينة في المدينة العتيقة وسوق الكامور، جامع المسدي ودار القرآن الكريم وزاوية سيدي سعادة وغيرها. |
| الأضرحة الملكية لنوميديا وموريتانيا             |        | نقاط مختلفة بين مدنين، سليانة، باجة، الكاف، جندوبة                                          | ثقافي              | 5684        | 2012        | تركت حضارة الشعوب الأصلية القديمة في المغرب العربي (الحضارة الأمازيغية)، كحضارة النوميديين مثلا، أدلة أثرية عديدة تتكون أساسا من المعالم الجنائزية من النوع الصخري وتسمى "المقابر الملكية".. أهم هذه المعالم المتبقية في تونس يتوزع بين مدنين، سليانة، باجة، الكاف، جندوبة |
| المنتزه الوطني بالفايجة                         |        | 36°46′10.92″N 8°39′10.44″E / 36.7697000°N 8.6529000°E                                       | ثقافي              | 5383        | 2008        | منتزه وطني تونسي يقع في الشمال الغربي قرب الحدود الجزائرية، على بعد 195 كم من مدينة تونس، على مساحة 2632 هكتار، تضم أجمل غابات الزان والفرنان بشمال أفريقيا. وحولي 25 نوع من الثدييات، يمثل الأيل الأطلسي أهم الحيوانات التي تميز غابة الفايجة والتي من أجله أحدثت محمية خصصت لحمايته. ويعتبر الخنزير البري بفضل حرثه للأرض بفناطيسه بحثا عن الأكل، من الحيوانات التي تساعد على نمو البذور. ثعلب الأطلس والزيردة والدلدل من اللبونات التي تعيش بالحديقة، إضافة إلى السبع من الثدييات التي تم إعادة احيائها بالحديقة إلى جانب النمس الذي عرف بحدة بصره وذكائه وهو ماهر في صيد الأفاعي، إذ رغم فقدانه لجهاز مناعة يحميه سم الأفاعي فإنه لا يخشي مصارعتها. ومن الخفافيش الصغيرة يطيب عيشها في تجويف أشجار الفرنان. تعد الطيور أكثر من 100 نوعا، بين مهاجرة وقارة. كنقار الخشب في غابة الزان والنقار الأخضر والنقار الشامي. كما يقوم البوحريش بدور حارس الغابة، إذ بصوته المميز يحذر بقية حيوانات الغابة من الخطر. وما يميز هذا الطير قدرته على تقليد أصوات الطيور الأخرى. يعتبر صقر بولحناش كما يدل عليه اسمه من الطيور التي عرفت باصطيادها للثعابين التي تتغذى بها. |
| المنتزه الوطني جبل بوهدمة                       |        | تمثّل الحديقة جزءا من ولايتي سيدي بوزيد وقفصة 34°28′37″N 9°37′29″E / 34.47694°N 9.62472°E    | طبيعي              | 5384        | 2008        | المنتزه الوطني ببوهدمة يمثّل جزءا من ولايتي سيدي بوزيد وقفصة، ويقع في وسط الجمهورية التونسية. على مساحة تقدر ب16448 هكتارا، وتعتبر آخر مناطق السافانا في شمال أفريقيا. تضم العديد من الأصناف المحتلفة للحيوانات البرية، وبالنسبة للغطاء النباتي، تمثّل أشجار الطلح أو السنط الّتي تعرف كذلك بإسم الأكاسيا راديانا المكوّن الأساسيّ للغطاء النّباتيّ للحديقة. وقد كانت هذه الأشجار تغطي حوالي 38 ألف هكتار في سنة 1853، لم يبق منها في 1957 سوى عشرة هكتارات، وبفضل الحماية تمكن الطلح من الانتشار مجددا على مساحة تقدر الآن بحوالي 16 ألف هكتار. يعتبر وجود هذه الشجرة أهم العوامل التي تساعد على إعادة الحياة الطبيعية للمنطقة نظرا لعدة خصال تتمتع بها، إذ أنّ جذورها تغوص في الأرض إلى عمق 40 مترا مما يساعدها على مقاومة الجفاف عدّة سنوات متتالية، كما تتصدى أغصانها الشائكة بكل قوة للرياح الرملية العاتية وتضع بذلك حدّا لزحف الرمال وتشكل مقاومة فعالة للتصحر، |
| شط الجريد                                       |        | الجنوب التونسي يمتد من مدينة قبلي شرقًا إلى مدينة حزوة غربًا33°43′N 8°21′E / 33.717°N 8.350°E | طبيعي              | 5385        | 2008        | شط الجريد هو شط يقع في الصحراء التونسية، وهو يمتد من مدينة قبلي شرقًا إلى مدينة حزوة غربًا، إذ يبلغ عرضه الأقصى 120 كم ويشغل مساحة 7.000 كم2. يعتبر شط الجريد من أهم مميزات الجنوب الغربي التونسي. تتفجر المياه فيه في الشتاء، وفي الصيف تكسوه طبقة من الملح. تحدث عنه الرحالة والمستكشفون والجغرافيون القدماء، اعتبره الجميع وصفه بعضهم ب –المعدن المنصهر والرخام المصقولـ ويذهب "هيرودوت" إلى أن الشّط كان مرتبطا بالبحر الأبيض المتوسط وهذا ما يذهب إليه ابن الشباط في قوله: "إنه من المحتمل أن تكون هذه السبخة (شط الجريد) من قدم الزمان بحرا متصلا ببحر قابس، فإن البحار تتحول من أماكنها وكان هذا الشط يسمى قديما "تريتون" وتتبدل ألوانه مع كل فصل مما يزيد في سحره وفي تفجير الحكايات العجيبة حوله وحول تسريباته الخادعة. |
| واحات قابس                                      |        | ولاية قابس 33°53′N 10°07′E / 33.883°N 10.117°E                                              | مختلط: طبيعي/ثقافي | 5386        | 2008        | واحة متوسطية فريدة من نوعها تتميز بموقع جغرافي جمعت فيه بين البحر والواحة والصحراء وسلسلة جبال مطماطة. ولكن الواحة باتت تعاني من الإهمال والبناء الفوضوي الذي بات يخربها بيئيا. حيث أكدت العديد من الدراسات أن المساحات الخضراء باتت تسير إلى الإختفاء تدريجيا وسط قلق العديد من البيئيين. |
| المغرب                                          |        |                                                                                             |                    |             |             | |
| زرهون                                           |        | 34°3′15″N 5°31′38″W / 34.05417°N 5.52722°W. (مكناس تافيلالت)                                | ثقافي              | 450         | 1995        | مدينة جبلية مغربية، تقع قرب مدينة مكناس وتسمى أيضا مدينة مولاي إدريس زرهون، نسبة إلى مؤسس الدولة الإدريسية وتمثل هذه المدينة كعاصمة لأول دولة إسلامية في المغرب وإفريقيا مستقلة عن المشرق منذ القرن السادس الميلادي، ورغم صغر حجمها، إلا أنها كبيرة برمزيتها وتاريخها بالنسبة للحضارة المغربية والمغرب العربي وغرب إفريقيا ككل. |
| تازة والجامع الكبير                             |        | إقليم تازة 34°12′45.53″N 4°01′07.34″W / 34.2126472°N 4.0187056°W                            | ثقافي              | 451         | 1995.       | الجامع الكبير أو المسجد الأعظم هو المبنى الأبرز في المدينة العتيقة لتازة، بني من قبل السلطان الموحدي عبد المؤمن بن علي سنة 1142م. واستكملت جدرانه في 1172م. وتم توسيع المسجد في عهد بنو مرين سنة 1292-1293. وهو واحد من أقدم الشواهد في مجال العمارة الموحدية، كما أنه يتميز بالثريا الكبيرة التي يصل وزنها إلى حوالي 3 طن. |
| المسجد الأعظم (تينمل)                           |        | تينمل 30°59′04.73″N 8°13′42.51″W / 30.9846472°N 8.2284750°W                                 | ثقافي              | 452         | 1995.       | شيد هذه المعلمة الخليفة عبد المومن الموحدي حوالي سنة547هج/1153م، ويقع بمدينة تينمل بجبال الأطلس الكبير، وتشكل الصومعة استثناء من حيث شكلها إذ تتخذ تصميما مستطيلا، وتتواجد وراء المحراب ويبرز هيكلها خارج جدار القبلة. |
| مدينة ليكسوس                                    |        | طنجة تطوان 35°12′00″N 6°06′40″W / 35.20000°N 6.11111°W                                      | ثقافي              | 456         | 1995.       | ليكسوس (بالفنيقية تعني: التفاحة الذهبية) تم تشييد المدينة سنة 1180 قبل الميلاد على يد أحد ملوك الأمازيغ في مملكة موريطنية القديمة، عرفت المدينة ازدهارا كبيرا في عهد الملك الأمازيغي يوبا الثاني طوال القرن الأول قبل الميلاد. تبعد 3 كلم عن مدينة العرائش و22 كلم عن موقع زليل التاريخي القريب من جماعة "اثنين اليماني"، إقليم طنجة. بنيت على الضفة اليمنى لواد لوكوس فوق هضبة التشوميس على الساحل الأطلسي وعلى علو 80 مترا وعلى مساحة تقدر بحوالي أكثر من 75 هكتارا. |
| مغارة تافوغالت                                  |        | وجدة 34°48′38″N 2°24′30″E / 34.81056°N 2.40833°E                                            | ثقافي              | 459         | 1995.       | موقع ما قبل التاريخ يعود إلى العصر الحجري القديم، وهذا الكهف يضم مقبرة تتكون من حوالي مائة من الأفراد الذين ينتمون إلى فترة الإنسان المشتاني Mechta-Afalou الممتد من الحضارة القبصية. حيث اكتشف فريق من الباحثين مجموعة من الحلي تعتبر الأقدم في العالم. ويعود تاريخ هذه المجموعة البشرية من السكان إلى حوالي 20,000 سنة قبل الميلاد، وقد تعاقبت مجموعة من الحضارات على الموقع، منذ العصر الحجري القديم الأوسط. وتبقى أهم حضارة يعرف بها موقع تافوغالت هي الحضارة "الآيبروموريزية" والتي أثبتت نتائج التأريخ تواجدها بالموقع بين 21.900 و 10.800 قبل الفترة الحالية. |
| معلمة الكور                                     |        | مكناس 34°4′16″N 5°33′13″W / 34.07111°N 5.55361°W                                            | ثقافي              | 458         | 1995.       | هو نصب تذكارى ذو طابع جنائزى والمعروف في المراجع التاريخية المغربية بضريح الكور، وهو صنف من القبور ينتمي للجثوات الاصطناعية المشكلة من الحجارة، يعرف علميا باسم البازينا التي تعني المعالم الدائرية ذات الأبراج المبنية بالحجارة الكبيرة المقطوعة والمرصوصة بعناية. ونظرا لشكله المكون من كتل حجرية منحوتة ومرتبة بانتظام على بعضها البعض في شكل طبقات دائرية. حسب المؤرخ غابريال كامبس يعتقد أنه خاص بشخصية قبلية أو أمير أو ملك، ومن خلال الحفريات التى قام بها سنة 1959 اكد ان المعلمة هى ضريح أمازيغي. |
| منتزه تلاسمطان الوطني                           |        | تلاسمطان-إقليم شفشاون 35°08′N 5°05′W / 35.13°N 5.08°W                                       | طبيعي              | 1179        | 1998.       | محمية تقع في شمال المغرب في منطقة باب تازة، بين الريف وممر تازة شمال المغرب. على مساحة تقدر ب 589.5 كم مربع (227.6 ميل مربع)، تم تقييمه كمحمية وطنية في أكتوبر 2004 للحفاظ على آخر غابات التنوب المهددة في المغرب. |
| محمية نباتات دم الخالدات                        |        | الأطلس الكبير 29°46′N 9°43′W / 29.767°N 9.717°W                                             | طبيعي              | 1180        | 1998.       | محمية نباتات دم الخالدات تقع بجيال الأطلس الكبير، هو الجزء الأعلى في سلاسل جبال الأطلس في المغرب. (الاسم العلمي: Dracaena draco) وهي نوع من النباتات المائية تتبع جنس الدراسينا من الفصيلة الهليونية. وهي نبات شبه استوائية تنتمي بالخصوص إلى غرب المغرب على جبال الأطلس الكبير وجزر الكناري والرأس الأخضر وجزر ماديرا.(Aire du Dragonnier Ajgal) وهي محمية تضم العديد من أصناف الحيوانات المختلفة والطيور من أشعرها طائر حسون الظالم المتوفر بكثرة في هذه المنطقة. |
| متنزه اخنيفيس الوطني                            |        | إقليم طانطان، أخفنير 28°05′41″N 12°03′03″W / 28.09472°N 12.05083°W                          | طبيعي              | 1182        | 1998.       | المنتزه الوطني لخنيفيس يقع بالقرب من الجماعة القروية أخفنير بجهة. تعتبر من المناطق الرطبة المعروفة بتنوع إحيائي، تمتد على طول 20 كلم على مساحة تقدر ب 6500 هكتار. يزورها حوالي 211 نوع من الطيور التي تشاهد بالمحمية من عديد أصناف الطيور المتواجدة بالمغرب. |
| المنتزه الوطني الداخلة                          |        | الداخلة 23°43′N 15°57′W / 23.717°N 15.950°W                                                 | طبيعي              | 1183        | 1998.       | الحديقة الوطنية للداخلة تغطي مساحة قدرها 14160 كم مربع، وهي تحتل بذلك ما محموعه 1/10 من واد الذهب في أقصى الجنوب المغربي. وتشتهر بتنوع الحياة النباتية والحياة البرية في مناخ نظيفة. وقد عمل المغرب مؤخرا على إعادة إعمار وإحياء تواجد بعض الأصناف المهددة بالإنقراض في المنطقة، من خلال إعادة توطين عدد من الأصناف المنقرضة بما يعرف بالوحيش الصحراوي بالمنطقة، والتعجيل بإخراج تطوير مشروع المنتزه الوطني الداخلة إلى حيز الوجود، ومن أهم العمليات التي قامت بها مندوبية المياه والغابات ومحاربة التصحر، بشراكة مع جمعية الطبيعة عملية إطلاق مجموعة من غزال المهر في المنتزه. |
| واحات فكيك                                      |        | فكيك 32°07′N 1°13′W / 32.117°N 1.217°W                                                      | ثقافي              | 5625        | 2011.       | كانت معبراً للقوافل التجارية في القرون الماضية بين إفريقيا والمغرب إلى أوروبا.تأسست المدينة بجوار واحة من النخيل. والتمور هي الآن من أهم مواردها. تنعم بمئات الآلاف من أشجار النخيل في المنطقة، ومع ذلك، فقدت فكيك الكثير من أشجار النخيل بسبب مرض البيوض. |
| الدار البيضاء                                   |        | الدار البيضاء 33°32′N 7°35′W / 33.533°N 7.583°W                                             | ثقافي              | 5848        | 2013.       | اسمها الأصلي آنفا تعود إلى القرون الوسطى، سجلت ضمن قائمة التراث العالمي لليونسكو، سنة 2014، كتراث ثقافي إنساني ذو قيمة كونية خاصة، من بوابة الساحتين العربية والإفريقية، انفتاحا على الكوسموبوليتية منذ البداية المبكرة للقرن العشرين. ويعتبر الفيلم الهوليودي العالمي كازابلانكا (فيلم) من روائع الفن السابع أحد معالمها في تلك الحقبة. حيث اكتسبت المدينة خصوصيتها "القرنعشرينية" العتيقة، كونها كانت مأهولة بالمغاربة المسلمين واليهود إضافة إلى أفارقة جنوب الصحراء وأوربيين من جنسيات مختلفة، إسبان وإيطاليون وبرتغاليون وفرنسيون، ادباء وصيادين وحرفيين وبنائين وتجار ومستثمرين وأساتذة. |
| موريتانيا                                       |        |                                                                                             |                    |             |             | |
| آزوكي                                           |        | آزوكي18°24′20″N 13°06′40″W / 18.40556°N 13.11111°W                                          | ثقافي              | 1545        | 2001        | مدينة آزوكي كانت ملتقى للكثير من الحضارات والثقافات في القرون الوسطى، وقد ذكر المؤرخ البكري أن آزوكي كانت تضم عشرين ألف نخلة في القرن الخامس الهجري. يمكن اعتبار بلدة آزوكي كمدينة سياحية وذاكرة تاريخية مغاربية مشتركة لحضارة المغرب. |
| كمبي صالح                                       |        | ولاية الحوض الشرقي 15°49′10″N 7°59′25″W / 15.81944°N 7.99028°W                              | ثقافي              | 1546        | 2001        | كمبي صالح كانت بمثابة العاصمة السياسية لسلطنة غانا تقع في الجنوب الشرقي من موريتانيا على بعد 60 كم جنوب مدينة تمبدغة. كانت المدينة منطلقا للقوافل العابرة للصحراء منذ القدم. ويعود تاريخ المدينة إلى القرن الثالث الميلادي، خلال القرن السابع الملادي برزت إمبراطورية غانة كقوة عظمى مهيمنة في المنطقة متخذة من مدينة كمبي صالح عاصمة لها. صارت المدينة القديمة مهجورة حتى أعيد اكتشافها سنة 1913 م بالحفريات |
| أودغست                                          |        | بولاية الحوض الشرقي17°25′N 10°25′W / 17.417°N 10.417°W                                      | ثقافي              | 1547        | 2001        | من أهم مراكز طريق التجارة العابرة للصحراء الكبرى بين 1000-1500. وإحدى مدن "مملكة أودغست الإسلامية" ورموز حضارة الطوارق، قامت جنوب المغرب الأقصى في المنطقة الواقعة بينه وبين إفريقيا جنوب الصحراء فيما يعرف اليوم بموريتانيا، سكنت هذه المنطقة مجموعات أمازيغية تعرف بالملثمين من قبيلة صنهاجة البربرية ، ومن أشهر فروعها التي استقرت في هذه المنطقة لمتونة، وجدالة، ومسوفة، ولمطة ، وقد عاشت هذه القبائل عيشة بدوية، تعتمد على التنقل والترحال، في الصحراء ، يعتمدون تربية الأغنام والإبل فيشربون ألبانها ويأكلون لحومها، ويكتسون بجلودها ، وقبائل صنهاجة من القبائل الأمازيغية القوية اشتهر أفرادها باتقان فنون الحرب المختلفة. |

### قائمة اليونسكو للتراث الإنساني اللامادي في منطقة المغرب العربي

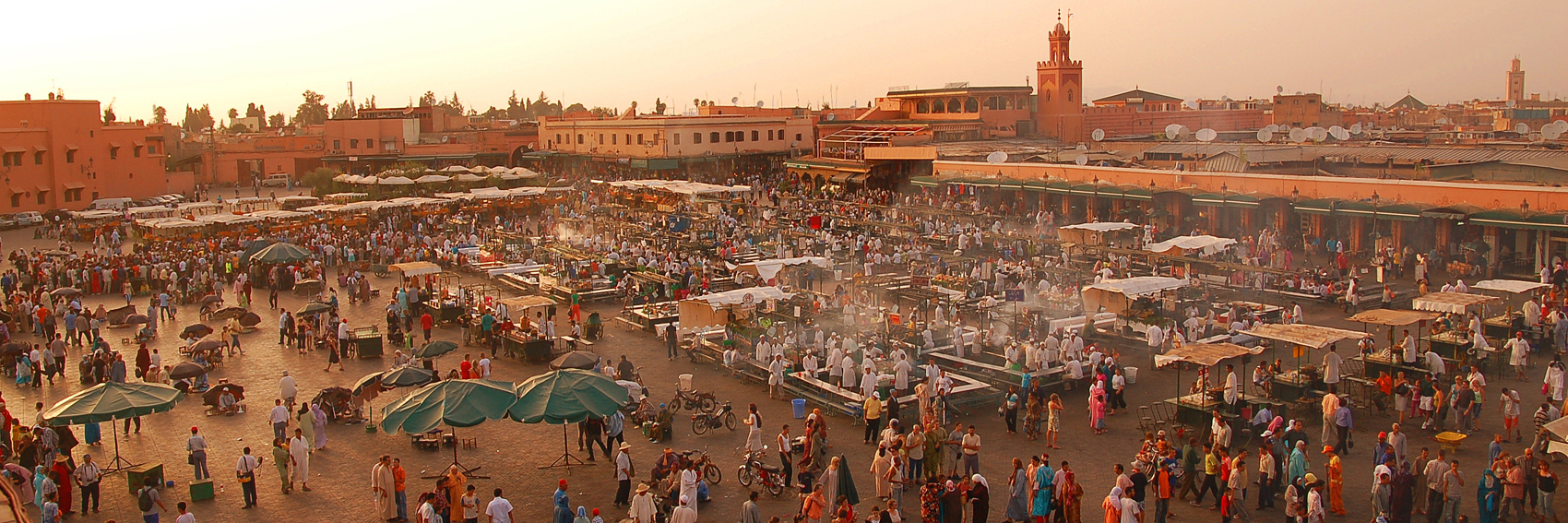
حماية الأنشطة الشفهية التراثية في المغرب بساحة جامع الفنا ألهمت اليونسكو لإتخاذ وتبني مبادرة تسمية وتصنيف روائع التراث الشفهي اللامادي للإنسانية.

جاءت فكرة المشروع من طرف المهتمين بالتراث الشفهي اللامادي الموروث والمتبقي بالنسبة لأنشطة ساحة جامع الفنا، حيث بات الشعور بالقلق إزاء تلاشي بعض مقومات التراث الشفهي بساحة جامع الفناء بمدينة مراكش بالمغرب.
وفي عام 1997، بادر عدد من المثقفين المغاربة ومنظمة اليونسكو بعقد اجتماع في مدينة مراكش المغربية حدد خلاله مفهوم «التراث الشفوي للإنسانية». وتقرر خلاله التفريق بين أعمال هذا التراث بهدف حفظها وإبراز قيمتها، وذلك في إطار «إعلان روائع التراث الشفوي والتراث اللامادي للإنسانية». وفي عام 2001 أعلنت لأول مرة قائمة مأثورات تقدمت بها الدول. وتوضع قائمة جديدة كل سنتين. ويجب أن تكون المأثورات المقترحة تعبيرا ثقافيا حيا أو مهددا، كما يجب أن تكون قد وضعت لها برامج لصيانتها وتطويرها. وفي عام 2003 تبنت الدول الأعضاء في اليونسكو اتفاقية لصون التراث الشفهي اللامادي للإنسانية، التي دخلت حيز التنفيذ في شهر أبريل 2006. وقد أعطيت التوجيهات العملية لهذه المعاهدة من قبل اللجنة الدولية الحكومية، وحددت قائمة تمثيلية وأخرى تستوجب الصون الاستعجالي لتظهر عليها المأثورات التي حددت سابقا وتسجل عليها سنويا مأثورات جديدة.
وهذه لائحة مواقع التراث الثقافي الإنساني العالمي في المغرب العربي، مرتبة حسب تاريخ إدراجها في قائمة مواقع التراث العالمي لليونسكو:

#### إحصاءات موجزة
| الدولة    | أول تسجيل | الإجمالي |
| --------- | --------- | -------- |
| المغرب    | 2005      | 6        |
| الجزائر   | 2008      | 5        |
| موريتانيا | 2011      | 1        |

| المجموع العام للتراث العالمي غير المادي في دول المغرب العربي المسجل ضمن قائمة اليونسكو. | 12 موقع |

### القائمة
| المغرب                                                            |  | |       |      | |
| عادات وممارسات ودراية بشأن شجرة الأرغان                           |  | السوس الأقصى 30°18′N 9°20′W / 30.300°N 9.333°W                                                                            | 00955 | 2008 | يتم استخراج زيت أرغان للتغدية بمجهود يدوي، يتطلب الأمر مجهوداً يدويا لدى النساء المتخصصات في استخراجه لكسر النواة واستخراج اللوزة، ونواة الأركان أشد صلابة بمقدار خمسة عشر مرة من نواة البندق. بعد كسرها يتم تسخين اللوزة أوتخبز على النار ثم تطحن برحى يدوية مخصصة لطحن الأركان، وتؤخذ العجينة المطحونة فتعصر باليد لاستخراج الزيت. في حالة زيت الأركان الطازج، المستخدم للتجميل، فلا يتم تسخين اللوزة بل تطحن طازجة ليستخرج الزيت مباشرة. وجدبر بالذكر أنه من أجل للحصول على لتر واحد زيت أرغان، يلزم مقدار 70 كيلوغرام من الحَبّ. يتم إعطاء زيت الأركان كهدية زفاف، ويستخدم على نطاق واسع في إعداد أطباق احتفالية متنوعة ك"آملو"، وهو عبارة عن وصفة من المطبخ المغربي خليط من زيت الأركان واللوز والعسل. يتناول أساسا في وجبة الفطور مصحوبا بأتاي وهو معروف بخواصه المقوية.                                                                 |
| الحمية المتوسطية                                                  |  | المغرب المتوسطي، بالإشتراك مع قبرص، كرواتيا، إسبانيا، اليونان، إيطاليا، البرتغال 34°2′0″N 6°50′0″W / 34.03333°N 6.83333°W | 00884 | 2008 | حمية البحر الأبيض المتوسط' هي توصية غذائية حديثة تتميز بها الأنماط الغذائية التقليدية لبعض دول المتوسط منها المغرب واليونان وجنوب إيطاليا، وإسبانيا ترتكز الجوانب الرئيسية لهذا النظام الغذائي باستهلاك نسبة عالية من زيت الزيتون والبقوليات والحبوب الكاملة والحبوب غير المكررة، والفواكه، والخضروات، واستهلاك كمية معتدلة إلى كبيرة من الأسماك. ويعتبر المطبخ المغربي عريقا ومن أكثر المطابخ تنوعا في العالم. فهو مزيج من المطبخ الأمازيغي والعربي، والمغاربي، والشرق أوسطي، والمتوسطي والأفريقي. ساعده في ذلك أنه يتوفر على خاصائص غذائية متميزة وغنية في هذا الإطار، منها اعتماد زيت الزيتوب كمادة غذائية أساسية بالإضافة إلى توفره على شجر الأرغان واعتماد الخضروات والفواكه والفواكه الجافة والشاي في النظام الغذائي اليومي المنتمي بصفات حمية البحر الأبيض المتوسط. حيث يصنف من بعض الإختصاصيين الأول عربيا وإفريقيا والثالث عالميا. |
| موسم طانطان                                                       |  | المغرب 34°2′0″N 6°50′0″W / 34.03333°N 6.83333°W                                                                           | 1401  | 2005 | صنف طانطان ضمن روائع التراث الشفهي اللامادي للإنسانية، وهو موسم سنوي يحافظ على تراث المنطقة الثقافي اللاّمادي. يتميز بتعدد أشكاله الثقافية اللامادية من موسيقى ورقص وطقوس وميثولوجيا ومعارف وممارسات ذات صلة بالطبيعة والكون ومهارات مرتبطة بالممارسات الحرفية التقليدية بالإضافة إلى مجالات ثقافية أخرى متنوعة. |
| فضاء جامع الفناء الثقافيّ                                          |  | مراكش 31°37′33″N 7°59′22″W / 31.62583°N 7.98944°W                                                                         | 00014 | 2008 | يرجع تاريخ ساحة الفنا إلى عهد تأسيس مدينة مراكش سنة (1070-1071)م، في عهد الدولة المرابطية خلال القرن الخامس الهجري كنواة للتسوق، تزايدت بعد تشييد مسجد الكتبية بعد قرابة قرن كامل. وهي تعد رمزا للمدينة، تتميز بحيويتها وجاذبيتها. كأ حد أبرز المجالات الثقافيّة في مراكش وقد استحالت أحد رموز المدينة منذ تأسيسها في القرن الحادي عشر. وهي تمثّل تجمّعاً فريداً من نوعه لتقاليد الشعب المغربي الشعبية التي تؤدى من خلال التعابير الموسيقيّة والدينيّة والفنيّة إضافة إلى اللقاء بحضارات العالم بإعتبارها كأحد الوجهات السياحية العالمية في إفريقا والجنوب المتوسط. وتقع هذه الساحة المثلثة عند مدخل المدينة تحوطها المقاهي والمتاجر والمباني العامة وتنشط فيها الأعمال التجاريّة اليوميّة ومختلف أشكال الترفيه. |
| الصقارة تراث إنساني حي                                            |  | مناطق متعدد من المغرب، الشاوية، جبال الأطلس والشرق. 31°37′33″N 7°59′22″W / 31.62583°N 7.98944°W                           | 00732 | 2008 | تعتبر هواية الصقارة هواية عريقة وقديمة جدا في المغرب، اعنمت بها العديد من القبائل التي اهتمت بتربية الصقور، وقد صنفت ضمن التراث العالمي اللامادي في المغرب بالتشارك مع العديد من الدول التي تعرف ممارسة هذه الهواية ضمن تراثها الوطني، ومن هذه الدول الإمارات العربية المتحدة، النمسا، بلجيكا، الجمهورية التشيكية، فرنسا، هنغاريا، جمهورية كوريا، منغوليا، قطر، المملكة العربية السعودية، إسبانيا، الجمهورية العربية السورية. |
| مهرجان حب الملوك بمدينة صفرو                                      |  | مدينة صفرو. 33°49′N 4°51′W / 33.817°N 4.850°W                                                                             | 00641 | 2012 | يعتبر المغرب من أهم البلدان المنتجة للكرز، بحوالي 7.4 ألف طن. وعملية جني ثمار الكرز تكون عادة ما بين نهاية شهر مايو وبداية شهر يوليو. وقد أسس مهرجان حب الملوك بمدينة صفرو في المغرب احتفاءا بهذه الفاكهة منذ عام 1920 ميلادية. يحضر هذا المهرجان الكثير من السياح الأجانب علاوة على الزوار المغاربة من العديد من المدن المختلفة. وتتزامن الاحتفالات مع نهاية موسم قطف فاكهة الكرز الذي يسمى (حب الملوك) في المغرب. لمدة ثلاثة أيام في يونيو من كل عام، ويعرف المهرجان اختيار ملكة الجمال، وقد كانت في السابق أحد رموز التعايش في المدينة، حيث يشارك في المسابقات مسلمات ويهوديات ومسيحيات، ولكن بعد هجرة الفرنسيين بعد الاستقلال ثم هجرة جل المغاربة من الديانة اليهودية اقتصرت المسابقة على الساكنة المحلية من المسلمات. |
| الجزائر                                                           |  | |       |      | |
| أهليل قورارة التقليدي والعادات المرتبطة به                        |  | منطقة قورارة، ولاية أدرار. 27°52′50″N 0°17′50″W / 27.88056°N 0.29722°W                                                    | 00121 | 2008 | أهليل قورارة: يكتب أيضا"أهليل غرارة": هو تراث شعري وغنائي من منطقة قورارة الواحية الجزائرية التي تبعد عن العاصمة باتجاه الجنوب الغربي بحوالي ألف كلم. كان هذا النوع من الغناء منتشرا في منطقة تميمون وما جاورها، منذ القديم، وكان يعرف قبل الإسلام باسم أزنون ليحمل بعده الاسم الحالي أهليل. ويرى البعض أن هذه التسمية مشتقة من "أهل الليل" باعتبار أن هذا الغناء يؤدى في الليل، بينما ربطها البعض الآخر بالهلال، ويذهب آخرون إلى أن الكلمة جاءت من التهليل لله ومن عبارة "لا إله إلا الله". والأهليل هو عبارة عن نوع من الغناء الموروث بالصحراء الجزائرية. تتناول كلماته المغناة سير الصحابة والأولياء الصالحين وهو ما جعل أحد المختصين يعتبره من الغناء الصوفي المستلهم من الطريقتين "التيجانية" و"القادرية" المنتشرتين في الجزائر ومنطقة المغرب العربي.                                                                                  |
| الزاوية الشيخية والمراسيم المتعلقة بها                            |  | بلدية الأبيض سيدي الشيخ. 32°53′55″N 0°32′22″W / 32.898615°N 0.53936°W                                                     | 00660 | 2008 | تم تصنبف العادات الصوفية المتعلقة بالزاوية الشيخية ضمن قائمة "روائع التراث الشفهي اللامادي للإنسانية" في الجزائر بعد تقديم الملف من طرف الجزائر ودراسته ثم المصادقة عليه من طرف لجنة منظمة اليونسكو للتراث العالمي سنة 2008، وقد عرفت هذه الزاوية إشعاعا روحيا في فترات من الزمن، وكانت مقصد طلاب الروحانيات والتربية الذوقية، وتسعى إلى المحافظة على التراث وتعزيز القيم المجتمعية مثل حسن الضيافة والممارسات الجماعية كالتسابيح، وتلاوة القرآن الكريم، والأغاني والرقصات التقليدية والفلكلورية ولا سيما المبارزات ومسابقات الفروسية. |
| الممارسات والمهارات والمعرفة المرتبطة بمجموعات إمزاد عند الطوارق. |  | تراث مشترك بين جنوب الجزائر وشمالي مالي والنيجر                                                                           | 00891 | 2008 | تم إدراج آلة إمزاد وما يتعلق بها من مهارات ضمن لائحة التراث العالمي الثقافي اللامادي للإنسانية تحت عنوان: الممارسات والمهارات والمعرفة المرتبطة بمجموعات إمزاد عند الطوارق، وتحولت آلة إمزاد إلى رمز إلى موسيقى إمزاد، حيث ارتبطت موسيقى إمزاد بآلة إمزاد ارتباطا جوهريا وثيقا، وقد اعتمدتها اليونيسكو إرثا ثقافيا إنسانيا عالميا، كموسيقى طوارقية بامتياز. حيث تشكل موسيقى الإمزاد وآلتها الموسيقية إحدى مميّزات قبائل الطوارق، وتعزفها النساء على آلة موسيقية أحادية الوتر تُعرَف بالإمزاد. وتجلس العازفة وتضع الآلة على ركبتيها وتعزف عليها باستخدام قوس. وتوفر آلة الإمزاد أنغاما مصاحبة للأشعار أو الأغاني الشعبية التي غالبا ما يؤديها الرجال في المناسبات الاحتفالية في مخيمات الطوارق. وغالبا ما تُعزَف هذه الموسيقى لإبعاد الأرواح الشريرة وتخفيف آلام المرضى. وتُنقَل المعرفة الموسيقية شفهيا وفقا لطرائق مراقبة واستيعاب تقليدية.       |
| عادات وطقوس ومراسم السبيبة في واحة جانت بالجزائر.                 |  | واحات جانت بجنوبالجزائر 24°33′18″N 9°29′06″W / 24.555°N 9.485°W                                                           | 00665 | 2008 | هو احتفال تقليدي سنوي يقام بمدينة جانت الجزائرية، وتعتبر تقليدا تراثيا، من أهم المناسبات المحلية العريقة التي تحتفل بها طوارق الصحراء بالجنوب الجزائري، الذي يصادف كل سنة اليوم العاشر من محرم في التقويم الهجري، حيث ترمز هذه المناسبة إلى السلم المدني والسلام والالتحام الاجتماعي، وتعود الاحتفالات إلى قرون عندما تعاقدت قبائل الطوارق في الجنوب الجزائري على الصلح والسلام بين سكان القصرين العتيقين "أزلواز" و"الميهان". وإلى جانب رمزية السلام والالتحام بين قبائل الطوارق. ويرى الباحثون أن الرقصة تعبر عن حالة من السعادة عندما استطاعت قبيلة الطوارق "آجر" الإنتصار في معركتها عند تعرضها لخطر تهديدات فرعون مصر. |
| العادات والمهارات الحرفية المرتبطة بزي الزفاف التلمساني           |  | ولاية تلمسان. 34°52′58″N 1°19′00″W / 34.8827758°N 1.3166696°W                                                             | 00668 | 2012 | تم ادراج العادات والتقاليد والمهارات الحرفية المرتبطة بزي الزفاف التقليدي التلمساني، في قائمة اليونسكو للتراث العالمي اللامادي سنة 1912، وعي عادات تقضي بأن ترتدي العروس بحضور أهلها وصديقاتها المدعوات فستاناً تقليدياً من الحرير الذهبي اللون. وتُزين يداها بأنواع مختلفة من نقوش الحناء كتعبير عن الفرح، ثم تأتي امرأة أكبر مسنة، غالبا ما تكون إحدى قرباتها لتساعدها على ارتداء قفطان مخملي مطرز بشكل فني وجمالي وعلى وضع الحلى وتاج مخروطي. وهذه المهارات الحرفية في صناعة هذا النوع من الأزياء الجميلة المرتبطة بزي الزفاف التلمساني المميز والعادات المرتبطة به نقلت من جيل إلى آخر . |
| موريتانيا                                                         |  | |       |      | |
| التهيدين                                                          |  | موريتانيا. | 00524 | 2011 | سجل سنة 2011 ضمن قائمة التراث الثقافي غير المادي الذي يحتاج إلى صون عاجل. ويطلق مصطلح التهيدين على الأدب الملحمي في الشعر الشعبي الموريتاني، اشتهر هذا الفن الشعري الجزلي في منتصف القرن السابع عشر تقريبا. وقد صنفت اليونسكو التهيدين في مؤتمرها المنعقد في مدينة بالي بأندونيسيا على أنه من التراث الإنساني المهدد بالأنقراض. |

## إشارات مرجعية
1. ↑  (وصلة إنجليزية) Listes indicatives الموقع الرسمي لليونسكو نسخة محفوظة 27 يناير 2018 على موقع واي باك مشين.
2. ↑  "تونس". يونيسكو. اطلع عليه بتاريخ 2024-12-06.
3. ↑  القائمة الرئيسية لمواقع التراث العالم للمغرب (اليونسكو) نسخة محفوظة 15 يوليو 2017 على موقع واي باك مشين.
4. ↑  القائمة الرئيسية لمواقع التراث العالم لتونس (اليونسكو) نسخة محفوظة 08 أغسطس 2017 على موقع واي باك مشين.
5. ↑  الرئيسية لمواقع التراث العالم للجزائر (اليونسكو)نسخة محفوظة 14 أبريل 2019 على موقع واي باك مشين.
6. ↑  الرئيسية لمواقع التراث العالم في ليبيا(اليونسكو)نسخة محفوظة 17 ديسمبر 2019 على موقع واي باك مشين.
7. ↑  الرئيسية لمواقع التراث العالم في موريتانيا(اليونسكو)نسخة محفوظة 11 أبريل 2016 على موقع واي باك مشين.
8. ↑  مدينة تونس القديمة: موقع اليونسكو للتراث العالمي نسخة محفوظة 22 يوليو 2017 على موقع واي باك مشين.
9. ↑  موقع قرطاج الأثري: موقع اليونسكو للتراث العالمي نسخة محفوظة 08 أغسطس 2017 على موقع واي باك مشين.
10. ↑  مدرج الجم الروماني: موقع اليونسكو للتراث العالمي نسخة محفوظة 23 يوليو 2017 على موقع واي باك مشين.
11. ↑  محمية إشكل الوطنية: موقع اليونسكو للتراث العالمي نسخة محفوظة 09 يوليو 2017 على موقع واي باك مشين.
12. ↑  مدينة كركوان البونيقية ومقبرتها: موقع اليونسكو للتراث العالمي نسخة محفوظة 04 أغسطس 2017 على موقع واي باك مشين.
13. ↑  مدينة سوسة: موقع اليونسكو للتراث العالمي نسخة محفوظة 13 يونيو 2017 على موقع واي باك مشين.
14. ↑  القيروان: موقع اليونسكو للتراث العالمي نسخة محفوظة 15 يوليو 2017 على موقع واي باك مشين.
15. ↑  دقة: موقع اليونسكو للتراث العالمي نسخة محفوظة 08 أغسطس 2017 على موقع واي باك مشين.
16. ↑  قلعة بني حماد: موقع اليونسكو للتراث العالمي نسخة محفوظة 06 أغسطس 2017 على موقع واي باك مشين.
17. ↑  طاسيلي ناجر: موقع اليونسكو للتراث العالمي نسخة محفوظة 04 يناير 2018 على موقع واي باك مشين.
18. ↑  وادي مزاب: موقع اليونسكو للتراث العالمي نسخة محفوظة 06 يناير 2018 على موقع واي باك مشين.
19. ↑  جيميلة: موقع اليونسكو للتراث العالمي نسخة محفوظة 06 أغسطس 2017 على موقع واي باك مشين.
20. ↑  تيبازة: موقع اليونسكو للتراث العالمي نسخة محفوظة 08 أغسطس 2017 على موقع واي باك مشين.
21. ↑  تيمقاد: موقع اليونسكو للتراث العالمي نسخة محفوظة 23 يوليو 2017 على موقع واي باك مشين.
22. ↑  قصبة الجزائر: موقع اليونسكو للتراث العالمي نسخة محفوظة 04 فبراير 2018 على موقع واي باك مشين.
23. ↑  موقع لبدة الأثري: موقع اليونسكو للتراث العالمي نسخة محفوظة 15 يناير 2018 على موقع واي باك مشين.
24. ↑  موقع صبراتة الأثري: موقع اليونسكو للتراث العالمي نسخة محفوظة 15 يناير 2018 على موقع واي باك مشين.
25. ↑  موقع شحات (قورينة) الأثري: موقع اليونسكو للتراث العالمي نسخة محفوظة 15 يناير 2018 على موقع واي باك مشين.
26. ↑  مواقع تادرارت أكاكوس الصخرية: موقع اليونسكو للتراث العالمي نسخة محفوظة 15 يناير 2018 على موقع واي باك مشين.
27. ↑  مواقع تادرارت أكاكوس الصخرية: موقع اليونسكو للتراث العالمي نسخة محفوظة 15 يناير 2018 على موقع واي باك مشين.
28. 1 2 3 4 5  وزارة الثقافة المغربية نسخة محفوظة 17 أكتوبر 2017 على موقع واي باك مشين.
29. ↑  مدينة فاس القديمة: موقع اليونسكو للتراث العالمي نسخة محفوظة 19 يناير 2018 على موقع واي باك مشين.
30. 1 2 3 4 5 6 7 8 9    - قائمة مواقع التراث العالمي في المغرب الموقع الرسمي لليونسكو نسخة محفوظة 15 يونيو 2017 على موقع واي باك مشين.
31. ↑  مدينة مراكش: موقع اليونسكو للتراث العالمي نسخة محفوظة 09 يوليو 2017 على موقع واي باك مشين.
32. ↑  قصر آيت بن حدو: موقع اليونسكو للتراث العالمي نسخة محفوظة 06 أغسطس 2017 على موقع واي باك مشين.
33. ↑  مدينة مكناس التاريخيّة: موقع اليونسكو للتراث العالمي نسخة محفوظة 02 أغسطس 2017 على موقع واي باك مشين.
34. ↑  موقع وليلي الاثري: موقع اليونسكو للتراث العالمي نسخة محفوظة 06 أغسطس 2017 على موقع واي باك مشين.
35. ↑  مدينة تطوان: موقع اليونسكو للتراث العالمي نسخة محفوظة 12 يوليو 2017 على موقع واي باك مشين.
36. ↑  مدينة الصويرة: موقع اليونسكو للتراث العالمي نسخة محفوظة 05 أغسطس 2017 على موقع واي باك مشين.
37. ↑  مدينة مازاكان البرتغالية (الجديدة): موقع اليونسكو للتراث العالمي نسخة محفوظة 30 يونيو 2017 على موقع واي باك مشين.
38. ↑  الرباط، العاصمة الحديثة ومدينة تاريخية: تراث مشترك: موقع اليونسكو للتراث العالمي نسخة محفوظة 05 أغسطس 2017 على موقع واي باك مشين.
39. ↑  المنتزه الوطني بانك دارغوين: موقع اليونسكو للتراث العالمي نسخة محفوظة 13 نوفمبر 2017 على موقع واي باك مشين.
40. ↑  قصور وادان وشنقيط وتيشيت وولاتة القديمة: موقع اليونسكو للتراث العالمي نسخة محفوظة 08 أغسطس 2017 على موقع واي باك مشين.
41. ↑  نشر في موقع كلامكم بتاريخ 14 أكتوبر,2015 [وصلة مكسورة] نسخة محفوظة 15 مارس 2016 على موقع واي باك مشين.
42. ↑  موقع منظمة اليونسكو موضوع: التراث الثقافي المغمور بالمياه » متاحف وسياحة نسخة محفوظة 28 فبراير 2017 على موقع واي باك مشين.
43. ↑  وزارة الثقافة السورية نسخة محفوظة 25 أبريل 2013 على موقع واي باك مشين.
44. ↑  منظمة الأمم المتحدة للتربية والعلم والثقافة (اليونيسكو) عن مكتب عمان نسخة محفوظة 31 يوليو 2016 على موقع واي باك مشين.
45. ↑  نشر في موقع قلب الشارقة بتاريخ الأحد، 1 نوفمبر 2015 نسخة محفوظة 05 مايو 2017 على موقع واي باك مشين.
46. ↑  نشر في موقع الآن TV بتاريخ 2015 ,3 سبتمبر نسخة محفوظة 24 يوليو 2016 على موقع واي باك مشين. [وصلة مكسورة]
47. ↑  (وصلة إنجليزية) الموقع الرسمي لليونسكو نسخة محفوظة 27 يناير 2018 على موقع واي باك مشين.
48. 1 2  تعريف شبكة قنواة مياه زغوان من الموقع الرسمي لليونسكو نسخة محفوظة 27 أكتوبر 2017 على موقع واي باك مشين.
49. ↑  الإعلام العربية_المحيط نشر بتاريخ الثلاثاء، 30 يونيو 2015 نسخة محفوظة 21 مايو 2017 على موقع واي باك مشين.
50. ↑  جزيرة جربة على الموقع الرسمي لنوميديا وموريتانيا نسخة محفوظة 27 أكتوبر 2017 على موقع واي باك مشين.
51. ↑  المعطيات الجغرافية لجزيرة جربة في الموقع الرسمي لمتحفها. نسخة محفوظة 17 ديسمبر 2019 على موقع واي باك مشين.
52. ↑  جربة على وقع الإباضية على يوتيوب - الجزيرة الوثائقية
53. ↑  شمتو في اللائحة الإرشادية التمهيدية للتراث العالمي _الموقع الرسمي لليونسكو نسخة محفوظة 27 أكتوبر 2017 على موقع واي باك مشين.
54. ↑  من تورس عن الشروق نشر يوم 28 - 08 - 2011 نسخة محفوظة 24 يوليو 2017 على موقع واي باك مشين.
55. 1 2  الليمس جنوب تونس في اللائحة الإرشادية التمهيدية للتراث العالمي _الموقع الرسمي لليونسكو نسخة محفوظة 27 أكتوبر 2017 على موقع واي باك مشين.
56. ↑  الليمس بتونس_الموقع الرسمي لليونسكو نسخة محفوظة 27 أكتوبر 2017 على موقع واي باك مشين.
57. ↑  Benjamin Isaac, The Meaning of "Limes" and "Limitanei" in Ancient Sources, Journal of Roman Studies, 78(1988), 125–147; Benjamin Isaac, The Limits of Empire: the Roman Army in the East  (Oxford: Oxford University Press, revised edition 1992).
58. ↑  مدينة صفاقس في اللائحة الإرشادية التمهيدية للتراث العالمي _الموقع الرسمي لليونسكو نسخة محفوظة 28 أكتوبر 2017 على موقع واي باك مشين.
59. 1 2  موقع تاريخ المدينة العتيقة لصفاقس نسخة محفوظة 20 نوفمبر 2017 على موقع واي باك مشين.
60. ↑  تعريف مواقع آثار نوميديا وموريتانيا في الموقع الرسمي لليونسكو نسخة محفوظة 28 أكتوبر 2017 على موقع واي باك مشين.
61. ↑  الأضرحة الملكية لنوميديا وموريتانيا على الموقع الرسمي لليونسكو نسخة محفوظة 28 أكتوبر 2017 على موقع واي باك مشين.
62. ↑  تعريف مواقع آثار نوميديا وموريطانيا في الموقع الرسمي لليونسكو نسخة محفوظة 28 أكتوبر 2017 على موقع واي باك مشين.
63. ↑  المنتزه الوطني بالفايجة على الموقع الرسمي لليونسكو نسخة محفوظة 27 أكتوبر 2017 على موقع واي باك مشين.
64. ↑  الفايجة في موقع الحياة البرية بتونس نسخة محفوظة 24 أبريل 2017 على موقع واي باك مشين.
65. ↑  المنتزه الوطني جبل بوهدمة على الموقع الرسمي لليونسكو نسخة محفوظة 27 أكتوبر 2017 على موقع واي باك مشين.
66. ↑  نشر في موقع قصر الضيافة المناطق سياحية arrow الحديقة الوطنية بوهدمة نسخة محفوظة 28 فبراير 2011 على موقع واي باك مشين.
67. ↑  شط الجريد على الموقع الرسمي لليونسكو نسخة محفوظة 27 أكتوبر 2017 على موقع واي باك مشين.
68. ↑  kqv نشر في جريدة الشروق التونسية تحت عنوان:مواقع ومعالم :شط الجريـد أعجوبة الزمان وغريبة من غرائب الدنيا نسخة محفوظة 14 أبريل 2020 على موقع واي باك مشين.
69. ↑  واحات قابس على الموقع الرسمي لليونسكو نسخة محفوظة 27 أكتوبر 2017 على موقع واي باك مشين.
70. ↑  من تورس نشر في الشعب يوم 26-06-2010 نسخة محفوظة 04 مارس 2016 على موقع واي باك مشين.
71. ↑  نشر في الفرنسية 24 في عمق الحدث المغاربي بتاريخ 25/04/2014 نسخة محفوظة 04 مارس 2016 على موقع واي باك مشين.
72. ↑  (وصلة إنجليزية) موقع اليونسكو مدينة زرهون نسخة محفوظة 08 أغسطس 2017 على موقع واي باك مشين.
73. ↑  موقع اليونسكو عن مدينة زرهون نسخة محفوظة 08 أغسطس 2017 على موقع واي باك مشين.
74. ↑  (وصلة إنجليزية) موقع اليونسكو عن تازة والجامع الكبير نسخة محفوظة 03 أغسطس 2017 على موقع واي باك مشين.
75. ↑  مساجد مغربية عبر التاريخ، إعداد وزارة الأوقاف والشؤون الإسلامية (PDF) صفحة 52 نسخة محفوظة 15 مارس 2016 على موقع واي باك مشين.
76. ↑  (وصلة إنجليزية) موقع اليونسكو عن المسجد الكبير لتينمل نسخة محفوظة 07 يوليو 2017 على موقع واي باك مشين.
77. ↑  مساجد مغربية عبر التاريخ، إعداد وزارة الأوقاف والشؤون الإسلامية (PDF) صفحة 40 نسخة محفوظة 15 مارس 2016 على موقع واي باك مشين.
78. ↑  (وصلة إنجليزية) موقع اليونسكو عن مدينة ليكسوس التاريخية نسخة محفوظة 24 يونيو 2016 على موقع واي باك مشين.
79. ↑  موقع اليونسكو عن مغارة تافوغالت نسخة محفوظة 02 سبتمبر 2016 على موقع واي باك مشين.
80. ↑  اكتشاف أقدم الحلي في العالم بمغارة الحمام ببلدة تافوغالت المغربي [وصلة مكسورة] نسخة محفوظة 10 مايو 2008 على موقع واي باك مشين.
81. ↑  موقع اليونسكو عن معلمة الكور نسخة محفوظة 05 يناير 2018 على موقع واي باك مشين.
82. ↑  معلمة الكور على موقع اليونسكو نسخة محفوظة 05 يناير 2018 على موقع واي باك مشين.
83. ↑  مقال نشر في موقع مكناس أون لاين بتاريخ 014-11-30 11:58:00 نسخة محفوظة 4 مارس 2016 على موقع واي باك مشين.
84. ↑  موقع اليونسكو عن منتزه تلاسمطان الوطني نسخة محفوظة 29 نوفمبر 2016 على موقع واي باك مشين.
85. ↑  Talassemtane National Park, Protected Planet نسخة محفوظة 18 فبراير 2015 على موقع واي باك مشين.
86. ↑  National Parks, Morocco.com نسخة محفوظة 27 أكتوبر 2017 على موقع واي باك مشين.
87. ↑  موقع اليونسكو عن  محمية دم الخالدات بالمغرب نسخة محفوظة 09 أبريل 2016 على موقع واي باك مشين.
88. ↑  موقع لائحة النباتات  (بالإنكليزية) The Plant List  دراسينا التنين  تاريخ الولوج 25 أيار 2015 نسخة محفوظة 04 أكتوبر 2018 على موقع واي باك مشين.
89. ↑  موقع اليونسكو عن محمية الدارسينا بالأطلس الكبير(المغرب) نسخة محفوظة 09 أبريل 2016 على موقع واي باك مشين.
90. ↑  Ley 7/1991, de 30 de abril, de símbolos de la naturaleza para las Islas Canarias - in spanish تاريخ الوصول 21 يونيو،2012. نسخة محفوظة 29 ديسمبر 2016 على موقع واي باك مشين.
91. ↑  موقع اليونسكو عن متنزه اخنيفيس نسخة محفوظة 23 سبتمبر 2017 على موقع واي باك مشين.
92. ↑  "(وصلة فرنسية) صور من محمية اخنيفس". مؤرشف من الأصل في 2023-07-06. اطلع عليه بتاريخ 2015-09-04.
93. ↑  التنمية tanmia.ma/article نسخة محفوظة 5 مارس 2020 على موقع واي باك مشين.
94. ↑  المنتزه الوطني لأخنيفيس بالعيوننسخة محفوظة 06 مايو 2009 على موقع واي باك مشين.
95. 1 2 3  موقع اليونسكو عن منتزه الداخلة بالمغرب نسخة محفوظة 01 فبراير 2018 على موقع واي باك مشين.
96. ↑  نشر في موقع الداخلة 24 بتاريخ 20 ماي 2015 الساعة 20:47 نسخة محفوظة 03 سبتمبر 2015 على موقع واي باك مشين. [وصلة مكسورة]
97. ↑  واحات فكيك في موقع اليونسكو نسخة محفوظة 03 مايو 2017 على موقع واي باك مشين.
98. ↑  موقع اليونسكو عن الدار البيضاء نسخة محفوظة 29 نوفمبر 2016 على موقع واي باك مشين.
99. ↑  الثقافة المغربية، مقالة تحت عنوان:تسجيل مدينة الدار البيضاء ضمن قائمة التراث العالمي نسخة محفوظة 4 مارس 2016 على موقع واي باك مشين.
100. ↑  نشر في الصباح يوم 19 - 02 - 2014نسخة محفوظة 25 يوليو 2015 على موقع واي باك مشين.
101. ↑  نشر في الصحراء المغربية يوم 14 - 02 - 2014 نسخة محفوظة 04 مارس 2016 على موقع واي باك مشين.
102. 1 2  1545 آزوكي في الموقع الرسمي لليونسكو نسخة محفوظة 14 مارس 2016 على موقع واي باك مشين.
103. ↑  موقع أقلام الموريتاني نشر بتاريخ الثلاثاء 28-10-2014 نسخة محفوظة 28 سبتمبر 2015 على موقع واي باك مشين. [وصلة مكسورة]
104. ↑  كمبي صالح على الموقع الرسمي لليونيسكو نسخة محفوظة 03 مايو 2017 على موقع واي باك مشين.
105. ↑  كوكل الكتب نسخة محفوظة 1 مايو 2016 على موقع واي باك مشين.
106. ↑  أبو عبيد الله البكري: المغرب في ذكر بلاد أفريقية والمغرب ص 175، مكتبة المثنى، بغداد، ابن خلدون: العبر، جـ 6، ص 181، بيروت 1391 هـ. "نسخة مؤرشفة". مؤرشف من الأصل في 2016-03-18. اطلع عليه بتاريخ 2015-09-03.{{استشهاد ويب}}:  صيانة الاستشهاد: BOT: original URL status unknown (link)
107. ↑  ابن خلدون: العبر، جـ 6، ص 181.
108. ↑  ابن حوقل: صورة الأرض، ص97، دار مكتبة الحياة، بيروت.
109. ↑  البكري: المغرب ص 164.
110. ↑  البكري: المغرب، ص 166.
111. 1 2  وصلة إنجليزية: موقع اليونسكو تحت عنوان: UNESCO TO PROTECT MASTERPIECES OF THE ORAL AND INTANGIBLE HERITAGE OF HUMANITY [وصلة مكسورة] نسخة محفوظة 04 مارس 2016 على موقع واي باك مشين.
112. ↑  خوان غويتيسولو Juan Goytisolo)(2001/5/15) "في خطاب للدفاع عن الثقافات المهددة" _ 2009/09/07. [وصلة مكسورة] نسخة محفوظة 19 أغسطس 2016 على موقع واي باك مشين.
113. 1 2 3  القائمة العامة لمواقع التراث العالمي اللاّمادي نسخة محفوظة 02 نوفمبر 2015 على موقع واي باك مشين.
114. ↑  صفحة تراث وعادات وممارسات متعلقة بشجرة أرغان على الموقع الرسمي لليونسكو نسخة محفوظة 06 نوفمبر 2015 على موقع واي باك مشين.
115. ↑  شجرة الأرغان نسخة محفوظة 24 ديسمبر 2016 على موقع واي باك مشين.
116. ↑  تراث الحمية المتوسطية من الموقع الرسمي  لليونسكو نسخة محفوظة 11 أكتوبر 2015 على موقع واي باك مشين.
117. ↑  ^ Alberto Capatti et al., Italian Cuisine: A Cultural History, p. 106.; Silvano Serventi and Francoise Sabban, Pasta, p. 162.
118. ↑  وصلة إنجليزية من جريدة dailymail_نشر بتاريخ 23:01 GMT, 26 May 2015 _تحت عنوان:Eat like the Greeks to prevent womb cancer: Mediterranean diet HALVES risk of developing a tumour, study finds نسخة محفوظة 16 نوفمبر 2015 على موقع واي باك مشين.
119. ↑  موقع ميدل إيست أونلاين بتاريخ 2014-05-11 نسخة محفوظة 07 نوفمبر 2017 على موقع واي باك مشين.
120. ↑  احتل المطبخ المغربي المرتبة الثالثة عالميا لسنة 2008  عن مجلة سيدتي  نسخة محفوظة 04 مارس 2016 على موقع واي باك مشين.
121. ↑  نشر في موقع assecaa رابطة مجالس الشيوخ والشورى والمجالس المماثلة في إفريقيا والعالم العربي نسخة محفوظة 02 أغسطس 2017 على موقع واي باك مشين.
122. ↑  نشر في موقع أطباقي نسخة محفوظة 05 أكتوبر 2017 على موقع واي باك مشين. [وصلة مكسورة]
123. ↑  صفحة ساحة جامع الفناء الثقافية على الموقع الرسمي لليونسكو نسخة محفوظة 05 أغسطس 2017 على موقع واي باك مشين.
124. 1 2  صفحة ساحة جامع الفناء الثقافيّة على الموقع الرسمي لليونسكو نسخة محفوظة 28 فبراير 2014 على موقع واي باك مشين.
125. 1 2  صفحة الصقارة كتراث إنساني حي على الموقع الرسمي لليونسكو نسخة محفوظة 12 أكتوبر 2015 على موقع واي باك مشين.
126. ↑  نشر في جر يدة يالشرق الأوسط بتاريخ الجمعة 29 ماي 2015 نسخة محفوظة 24 فبراير 2017 على موقع واي باك مشين.
127. ↑  صفحة مهرجان فاكهة حب الملوك على الموقع الرسمي لليونسكو نسخة محفوظة 06 نوفمبر 2015 على موقع واي باك مشين.
128. ↑  Source:  Food and Agriculture Organization of the United Nations name="fao""FAOSTAT:  ProdSTAT: Crops". منظمة الأغذية والزراعة. 2007. مؤرشف من الأصل في 2016-10-17. اطلع عليه بتاريخ 2009-02-07.
129. 1 2  الصفحة الخاصة بالزاوية الشيخية لسيدي الشيخ على الموقع الرسمي لليونسكو نسخة محفوظة 12 أكتوبر 2015 على موقع واي باك مشين.
130. ↑  من BBC news العربية نشر بتاريخ الإثنين 16 يونيو 2008 11:23 GMT تحت عنوان المغرب: مهرجان صفرو يحتفي بجمال الطبيعة والبشر نسخة محفوظة 31 أغسطس 2017 على موقع واي باك مشين.
131. ↑  الصفحة الخاصة بأهليل قورارة على الموقع الرسمي لليونسكو نسخة محفوظة 12 أكتوبر 2015 على موقع واي باك مشين.
132. ↑  أهليل أحد روائع التراث الإنساني نسخة محفوظة 26 ديسمبر 2017 على موقع واي باك مشين.
133. 1 2 3  "أهليل قورارة"•• تراث غنائي جزائري مهدد بالنسيان نسخة محفوظة 03 أكتوبر 2015 على موقع واي باك مشين.
134. 1 2  "الأهليل": ديوان شعري ضخم للإنسان الجنوبي في الجزائر نسخة محفوظة 03 أكتوبر 2015 على موقع واي باك مشين.
135. ↑  الصفحة الخاصة بالزاوية الشيخية والمراسيم المتعلقة بها على الموقع الرسمي لليونسكو نسخة محفوظة 12 أكتوبر 2015 على موقع واي باك مشين.
136. ↑  اليونسكو بيان صحفي_نشر بتاريخ 06.12.2013 في الموقع الرسمي نسخة محفوظة 10 مايو 2017 على موقع واي باك مشين.
137. ↑  الصفحة الخاصة بموسيقى إمزاد على الموقع الرسمي لليونسكو نسخة محفوظة 06 نوفمبر 2015 على موقع واي باك مشين.
138. ↑  صفحة إمزاد في الموقع الرسمي لليونسكو نسخة محفوظة 06 نوفمبر 2015 على موقع واي باك مشين.
139. ↑  نشر في شبكة المحيط العربية بتاريخ الأحد، 30 مارس 2014 12:07 م نسخة محفوظة 21 مايو 2017 على موقع واي باك مشين.
140. ↑  بيان صحفي نشر في الموقع الرسمي لليونسكو بتاريخ 06.12.2013 نسخة محفوظة 10 مايو 2017 على موقع واي باك مشين.
141. ↑  الصفحة الخاصة باحتفالات السبيبة على الموقع الرسمي لليونسكو نسخة محفوظة 06 نوفمبر 2015 على موقع واي باك مشين.
142. 1 2  نشر في موقع جزايرس عن وكالة الأنباء الجزائرية التاريخ يوم 16 - 12 - 2010 نسخة محفوظة 08 يوليو 2017 على موقع واي باك مشين.
143. ↑  الصفحة الخاصة بفستان الزفاف التلمساني التقليدي على الموقع الرسمي لليونسكو نسخة محفوظة 12 أكتوبر 2015 على موقع واي باك مشين.
144. ↑  الصفحة الخاصة بالتهيدين على الموقع الرسمي لليونسكو نسخة محفوظة 06 نوفمبر 2015 على موقع واي باك مشين.
145. ↑  التهيدين الموقع الرسمي لليونسكو "التراث الثقافي اللامادي للإنسانية نسخة محفوظة 06 نوفمبر 2015 على موقع واي باك مشين.
146. ↑  تعريف التهيدبن _من الموقع الرسمي لليونسكو التراث الثقافي اللامادي نسخة محفوظة 06 نوفمبر 2015 على موقع واي باك مشين.
147. ↑  بيان صحفي من موقع اليونسكو نشر بتاريخ25.11.2011 [وصلة مكسورة] نسخة محفوظة 11 مايو 2020 على موقع واي باك مشين.
148. ↑  مقالة عن التهيدين _ mauriculture [وصلة مكسورة] نسخة محفوظة 03 يناير 2015 على موقع واي باك مشين.

## قوائم متعلقة
- قائمة مواقع التراث العالمي غير المادي في المغرب العربي
- قائمة مواقع التراث العالمي في إفريقيا
- قائمة مواقع التراث العالمي في الدول العربية
- قائمة مواقع التراث العالمي المعرضة للخطر
- قائمة مواقع التراث العالمي في المغرب
- قائمة مواقع التراث العالمي في الجزائر
- قائمة مواقع التراث العالمي في تونس
- قائمة مواقع التراث العالمي في ليبيا
- قائمة مواقع التراث العالمي في موريتانيا

### مواضيع متعلقة
- التراث العالمي
- اليونسكو
- روائع التراث الشفهي اللامادي للإنسانية